# Faisceau d'action révolutionnaire interventionniste
Le Faisceau  d'action révolutionnaire interventionniste est un mouvement politique italien fondé le 11 décembre 1914 à Milan patronné par des figures de l'extrême gauche interventionniste comme Benito Mussolini et Alceste De Ambris. Il se réfère au programme des faisceaux révolutionnaires d'action internationaliste signé le 7 octobre 1914, par Libero Tancredi (pseudonyme de Massimo Rocca), Filippo Corridoni, Cesare Rossi et d'autres représentants du syndicalisme révolutionnaire en faveur de l'entrée en guerre de l'Italie contre les Empires centraux. 
Le mot faisceau appartient au vocabulaire politique de la gauche italienne qui trouve son origine dans les faisceaux de travailleurs siciliens. 
Les membres de ce mouvement souhaitent l'entrée en guerre par hostilité aux Empires centraux réactionnaires et cléricaux et par volonté, notamment chez les syndicalistes et socialistes révolutionnaires, de préparer techniquement le prolétariat au combat et de forger ainsi en son sein une élite révolutionnaire et combattante. 
Benito Mussolini qui n'avait pas signé le manifeste des faisceaux d'action internationaliste participe en revanche à la création des faisceaux d'action révolutionnaire afin d'imposer son influence au sein de la constellation de la gauche interventionniste.
Les faisceaux d'action révolutionnaire sont présentés par les dirigeants du mouvement comme les noyaux de la future société socialiste.
Le premier congrès se tint les 24 et 25 janvier 1915. Furent élus membres du comité central Michele Bianchi et Cesare Rossi.
La plupart des membres de ce mouvement se retrouvèrent en 1919 pour la fondation des Faisceaux italiens de combat. 